# Шуман, Винфрид Отто
Винфрид Отто Шуман (нем. Winfried Otto Schumann; 20 мая 1888, Тюбинген, Королевство Вюртемберг — 22 сентября 1974, Мюнхен) — немецкий физик, профессор Мюнхенского технического университета. Высказал в 1952 году предположение о существовании резонанса электромагнитных волн в пространстве Земля-ионосфера, названного впоследствии его именем.

## Биография
Получил образование в области электротехники в Политехнической школе Карлсруэ. В 1912 году защитил докторскую диссертацию на тему технологии электричества высокого напряжения.
Работал в Высоковольтной лаборатории компании Brown, Boveri & Cie.
Затем работал в Высшей технической школе Штутгарта, где в 1920 году становится профессором. Потом — позиция в Йенском университете и, в 1924, он занимает позицию профессора Мюнхенского технического университета. Шуман работал там в Лаборатории электрофизики, впоследствии выделившейся в Электрофизический институт, до 1961 года (когда ему было 73 года), однако преподавательской деятельностью он продолжал заниматься еще два года.

## Вклад в науку
В 1952 году обосновал и в 1954 году совместно с Х. Кёнигом (нем. Herbert König)  обнаружил стоячие электромагнитные волны в волноводе, образованном поверхностью Земли и ионосферой. Эффект позднее был назван резонансом Шумана.